# 1748 год в литературе

## События
- Открыт Королевский театр Дании.

## Книги

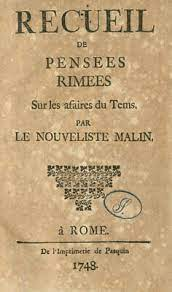
«RECUEIL DE PENSÉES RIMÉES». Nouveliste Malin. 1748

- Роман Сэмюэля Ричардсона «Кларисса, или История молодой леди».
- Роман «Тереза-философ».
- Плутовской роман «Приключения Родерика Рэндома» Тобайаса Смоллетта.
- Роман «Нескромные сокровища» Дени Дидро.
- Трактат «О духе законов» Монтескьё.
- Эротический роман «Фанни Хилл. Мемуары женщины для утех» Джона Клеланда .
- «Кругосветное путешествие» Джорджа Ансона.
- «Медитации и размышления» Джеймса Херви.
- «Исследование о человеческом познании» Дэвида Юма.
- Сборник «Трактаты мистера Хойла о висте, кадриле, пике, шахматах и заднем окороке» Эдмонда Хойла.
- Романы «Человек-растение» и «Человек больше, чем машина» Жюльена Офре де
Ламетри.
- Трактат Франсуа-Венсана Туссена «Нравы».
- Трагедия «Семирамида» Вольтера.
- Трагедия «Denys le tyran» Жана-Франсуа Мармонтеля.
- Драма «Найдёныш» Эдварда Мура.
- «Гамлет» А. Сумарокова по мотивам трагедии Шекспира.
- Стихи «Замок праздности» Джеймса Томсона.

## Родились
- 13 января — Самуэль Богувер Поних, верхнелужицкий писатель (умер в 1798).
- 6 февраля — Домингуш Масимиану Торреш, португальский поэт (умер в 1810).
- 15 февраля — Иеремия Бентам, английский философ-моралист и правовед, социолог (умер в 1832).
- 25 апреля — Пьер-Луи Женгене, французский поэт и критик (умер в 1816).
- 7 мая — Олимпия де Гуж, французская писательница и журналистка (умерла в 1793).
- 13 июля — Леопольд фон Гёкинг, немецкий поэт-лирик, писатель (умер в 1828).
- 16 сентября — Иоганн Людвиг Эвальд, немецкий писатель (умер в 1822).
- 4 октября — Христиан Вильгельм Киндлебен, немецкий теолог, писатель, публицист (умер в 1785).
- 1 ноября — Джан-Франческо Напионе-де-Кокконато, итальский писатель (умер в 1830).
- 8 декабря — Франческо Марио Пагано, итальянский драматург, публицист (умер в 1799).
- 14 декабря — Луи-Франсуа де Боссе-Рокфор, французский кардинал, писатель (умер в 1824).

## Без точной даты
- Пьер Жан Ажье, французский публицист (умер в 1823).
- Алексей Артемьевич Артемьев, русский переводчик (умер в 1820).
- Кристоф Фридрих Бретцнер, немецкий драматург (умер в 1807).
- Жан Флоримон Будон де Сент-Аман, французский историк и литератор (умер в 1831).
- Жан-Франсуа де Бургоэн, французский писатель и переводчик (умер в 1811).
- Луи Коллено Д’Ангремон, французский литератор итальянский юрист, философ права, драматург, публицист
- Розали Дюте, французская мемуаристка (умерла в 1830).
- Хосе Иглесиас де лас Каса, испанский поэт (умер в 1791).
- Мари Даниель Бурре де Корберон, французский дипломат, автор ценных записок о екатерининской эпохе (умер в 1810).
- Захарий Яковлевич Корнеев, губернатор, русский писатель (умер в 1828).
- Алексей Михайлович Кутузов, русский переводчик (умер в 1797).
- Мир Аман, индийский переводчик, писатель (умер в 1806).
- Антон Иванович Попов, русский поэт (умер в 1788).
- Иосиф Максимилиан Оссолинский, польский библиограф и историк (умер в 1826).
- Эоган Руа О’Салливан, ирландский поэт (умер в 1782).
- Шал-акын, казахский акын (умер в 1819).
- Шарль Тевено де Моранд, французский журналист, полемист, памфлетист, издатель бульварной прессы (умер в 1805).

## Скончались
- 21 февраля — Антуан Данше, французский писатель (родился в 1671).
- 9 апреля — Крышан Бедрих Фабер, лужицкий писатель (родился в 1682).
- 24 апреля — Антон Тор Хелле, основоположник современной эстонской грамматики, первый переводчик Библии на эстонский язык (родился в 1683).
- 25 ноября — Исаак Уоттс, английский поэт, «отец английского гимна» (родился в 1674).

## Без точной даты
- Жак Филипп Лаллеман, французский литератор, публицист (родился в 1660)
- Кристоф Фабер, лужицкий писатель (родился в 1682).